# Pabianice (gemeente)

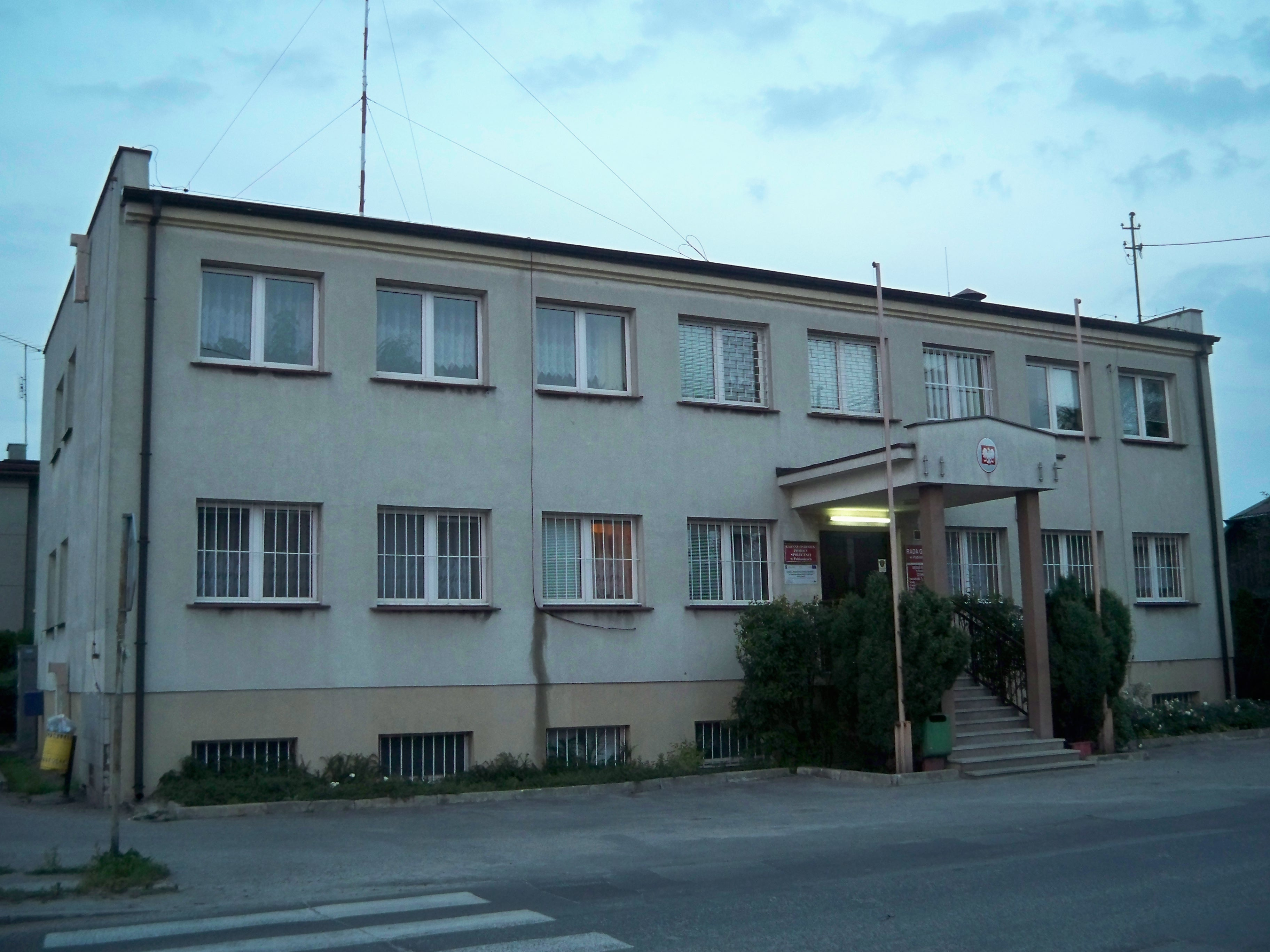
Gemeentehuis

De gemeente Pabianice is een landgemeente in het Poolse woiwodschap Łódź, in powiat Pabianicki.
De zetel van de gemeente is in Pabianice. De gemeente bestaat uit 18 sołectw.
Op 31 december 2005 roku, telde de gemeente 5457 inwoners.

## Oppervlakte gegevens
In 2002 bedroeg de totale oppervlakte van gemeente Pabianice 88,57 km², waarvan:
- agrarisch gebied: 72%
- bossen: 16%

De gemeente beslaat 18,05% van de totale oppervlakte van de powiat.

## Demografie
Stand op 30 juni 2004:
| Omschrijving                   | Totaal | Totaal | Vrouwen | Vrouwen | Mannen | Mannen |
| ------------------------------ | ------ | ------ | ------- | ------- | ------ | ------ |
| eenheid                        | aantal | %      | aantal  | %       | aantal | %      |
| inwoners                       | 5606   | 100    | 2847    | 50,8    | 2759   | 49,2   |
| bevolkingsdichtheid (inw./km²) | 63,3   | 63,3   | 32,1    | 32,1    | 31,2   | 31,2   |

In 2002 bedroeg het gemiddelde inkomen per inwoner 1826,62 zł.

## Plaatsen
Bychlew, Gorzew, Górka Pabianicka, Hermanów, Huta Janowska, Jadwinin, Janowice, Konin, Kudrowice, Majówka, Okołowice, Osiedle Petrykozy, Petrykozy, Piątkowisko, Porszewice, Pawlikowice, Rydzyny, Szynkielew, Świątniki, Terenin, Władysławów, Wola Żytowska, Wysieradz, Żytowice.

## Aangrenzende gemeenten
Dłutów, Dobroń, Konstantynów Łódzki, Lutomiersk, Łódź, Pabianice, Rzgów, Tuszyn, Wodzierady